# Polonia w Meksyku
Polonia w Meksyku – ludność Meksyku pochodzenia polskiego.

## Historia

### Początki

Polskie dzieci w Guanajuato w Meksyku

Początki polskiej obecności w Meksyku przypadają na wiek XVII. Pierwszymi Polakami w Meksyku byli misjonarze. Kolejni Polacy pojawili się w Meksyku w latach 1863-1865 wraz z francuską armią. 

### XX wiek
Szczyt emigracyjny na tereny Meksyku przypadł na 1 połowę XX wieku, najwięcej osób wyjechało w okresie międzywojennym. Z Polski do Meksyku wyjechało wtedy kilka tysięcy obywateli Polski. W 1924 roku założyli oni Stowarzyszenie Polonia. W okresie II wojny światowej do Meksyku trafiło, przemierzając długą i trudną drogę, ok. 1,5 tysiąca osób, w tym aż ok. 800 dzieci, wywiezionych do Związku Socjalistycznych Republik Radzieckich. Schronienie znaleźli w Santa Rosa, hacjendzie w centrum tego kraju.
Kilka tysięcy Polaków mieszkających głównie w stolicy kraju jak i w Monterrey oraz Guadalajarze przybyło w latach 70. XX wieku. W drużynie piłkarskiej w Guadalajarze grał przez pewien czas polski piłkarz, były zawodnik Lechii Gdańsk, Jerzy Panek, pracujący potem jako trener w Stanach Zjednoczonych Ameryki. Pod koniec lat siedemdziesiątych działacz POMOSTU i koordynator organizacji na teren Ameryki Łacińskiej Jerzy Majcherczyk odbył kilka podróży po regionie. Przebywał dwa razy po pół roku w Meksyku. Wtedy także Polonia Meksykańska odegrała dużą rolę w przeciwstawianiu się komunistycznej ekspansji w Ameryce Środkowej.

### XXI wiek

Tancerze ludowi z polskiej społeczności w Meksyku

Obecnie Polonia w Meksyku jest skupiona wokół większych miast i stolicy kraju. W 2007 roku wynosiła ona 10 000 osób. Jednak w dalszym ciągu istnieją organizacje zrzeszające meksykańską Polonię oraz stowarzyszenia promujące kulturę obu krajów.
27 marca 2020 roku część Polaków mieszkających w Meksyku przyleciało do Polski w ramach projektu Lot Do Domu z Cancún do Warszawy samolotem Polskich Linii Lotniczych LOT.

## Polskie instytucje
Na terenie Meksyku działa obecnie pozarządowa organizacja polonijna działająca na rzecz integracji Polaków w Meksyku: Stowarzyszenie Polsko-Meksykańskie z siedzibą w Meksyku oraz szkoła polska przy Ambasadzie RP w Meksyku. 